# 厄瓜多爾西部山脈
厄瓜多爾西部山脈（Cordillera Occidental），是厄瓜多爾的山脈，貫穿該國南北兩端，屬於安第斯山脈的一部分，最高點是海拔高度6,267米的欽博拉索山，其他山峰有卡里瓦伊拉索火山和伊利尼薩火山。
1°28′09″S 78°49′03″W / 1.46917°S 78.8175°W